# Hägersten

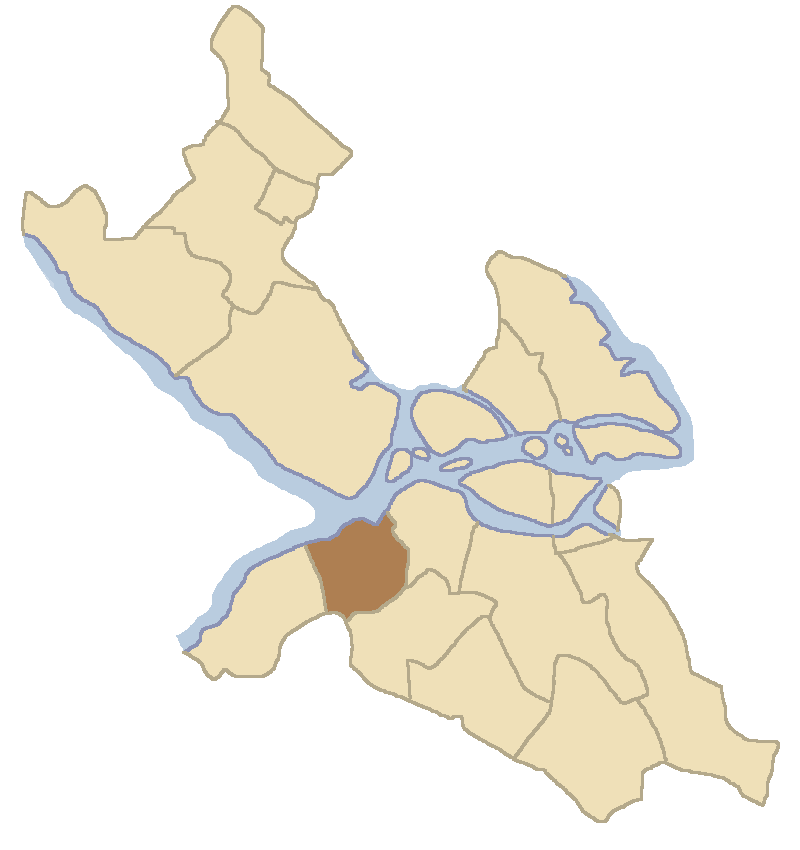
Lage von Hägersten im Stockholmer Stadtgebiet

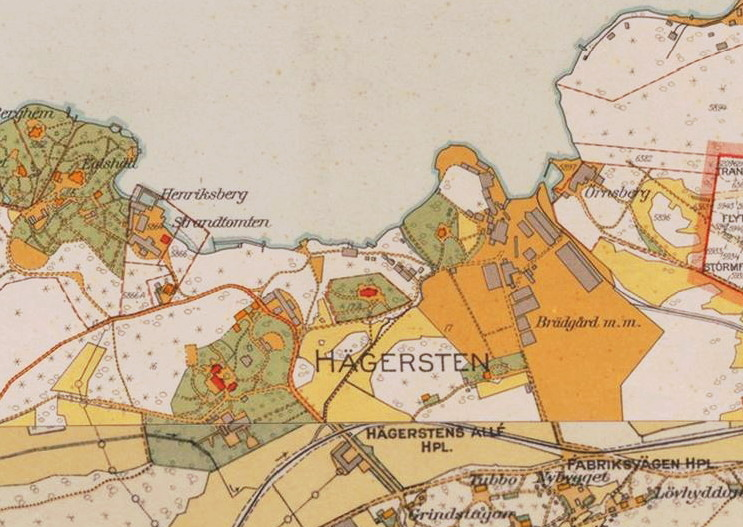
Hägerstens gård (1920er-Jahre)

Hägersten ist ein ehemaliger Stadtbezirk und heutiger Stadtteil von Stockholm. Der Bezirk ist 6,25 km² groß und hat etwa 30.000 Einwohner. Am 1. Januar 2007 wurden die bisherigen Stadtbezirke Hägersten und Liljeholmen in den neugebildeten Stadtbezirk Hägersten-Liljeholmen eingegliedert.

## Geschichte
Im Jahre 1432 tauchte der Ortsname zum ersten Mal in einem Schreiben auf. Seit dem 17. Jahrhundert existierte hier ein Ausflugslokal, das auch Carl Michael Bellman zu verschiedenen Versen anregte. Seit Mitte des 19. Jahrhunderts war es populär, in Hägersten Sommerfeste zu feiern.
Eine planmäßige Bebauung der Gegend mit Einfamilienhäusern begann 1923. Ungeachtet dessen gab es hier schon vorher eine größere Anzahl von Häusern. Seit Mitte des 20. Jahrhunderts entstanden auch einige Gebäude mit mehreren Etagen, vor allem bei der U-Bahn-Station Axelsberg.

## Bildergalerie

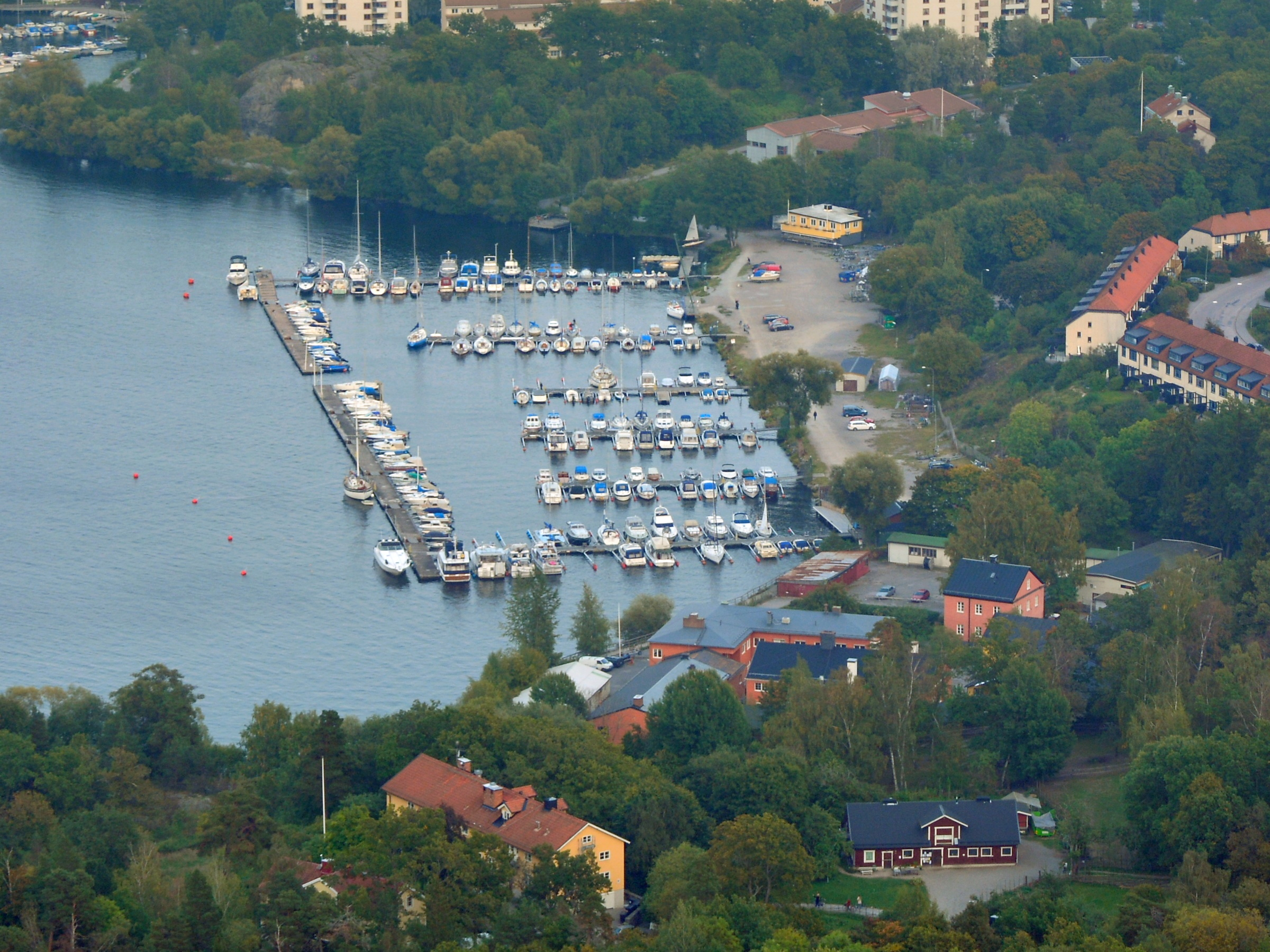
Luftaufnahme von Hägerstenshamnen (2014)
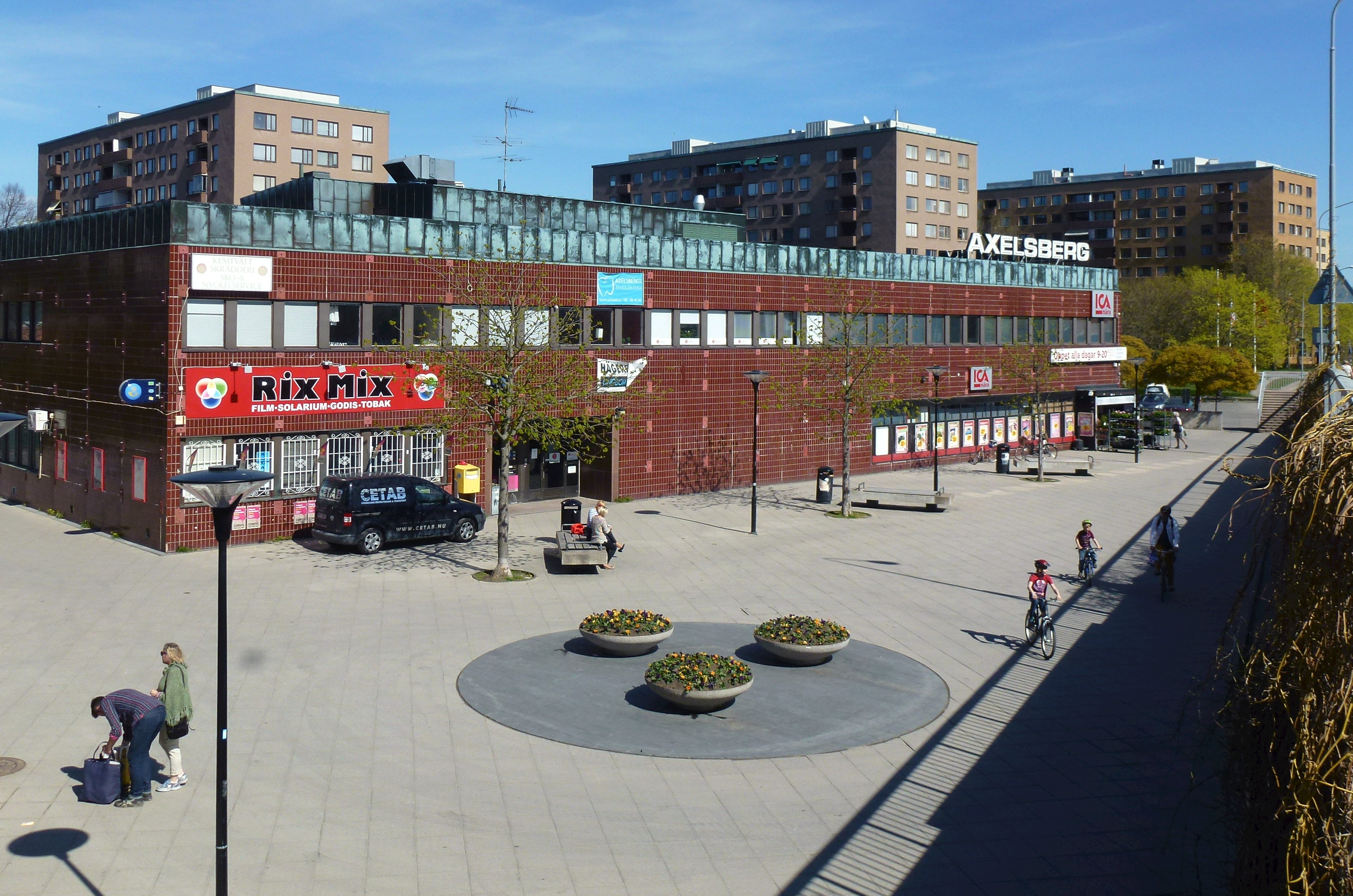
Axelsberg (2014)
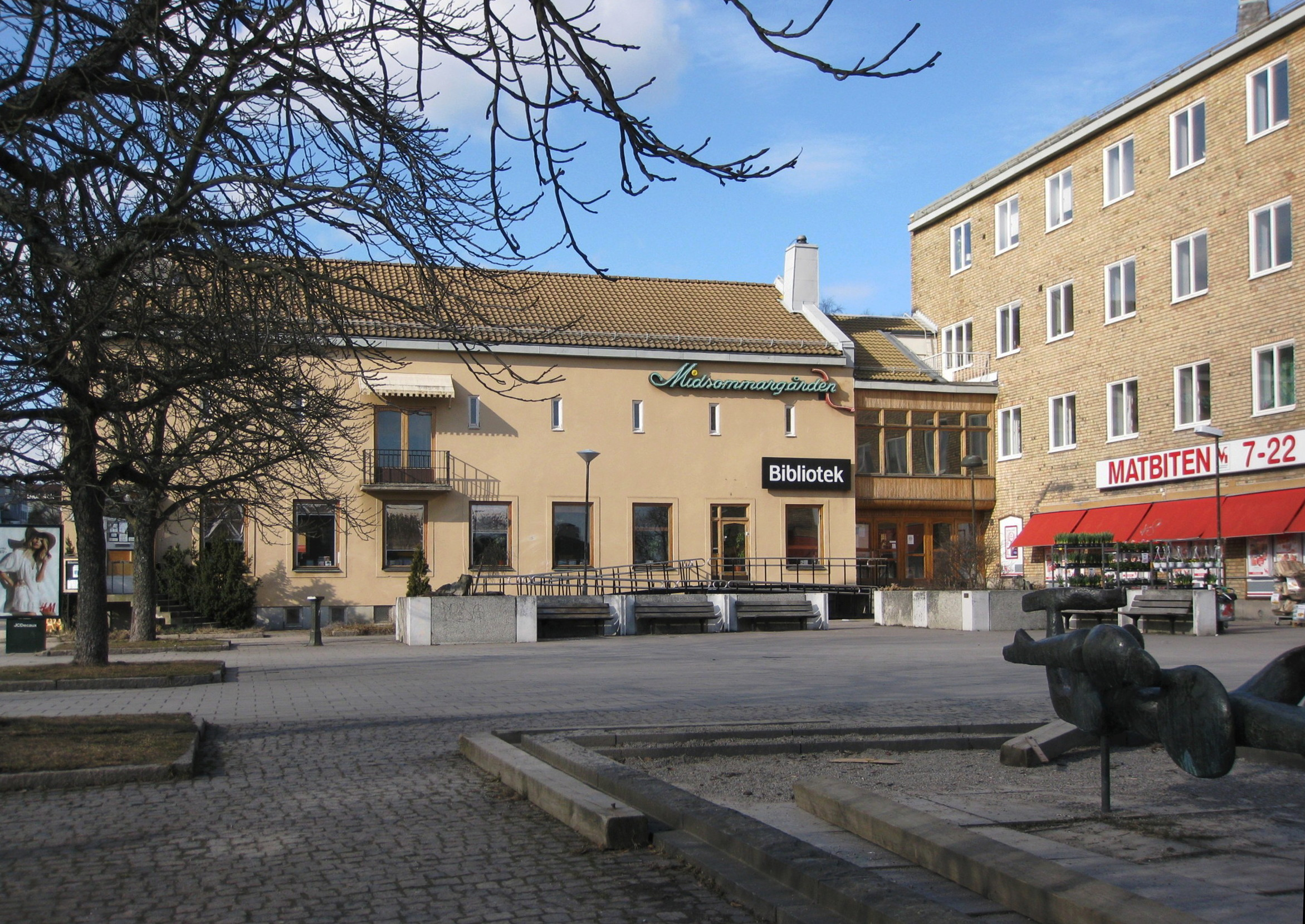
Midsommargården mit Bibliotek (2010)
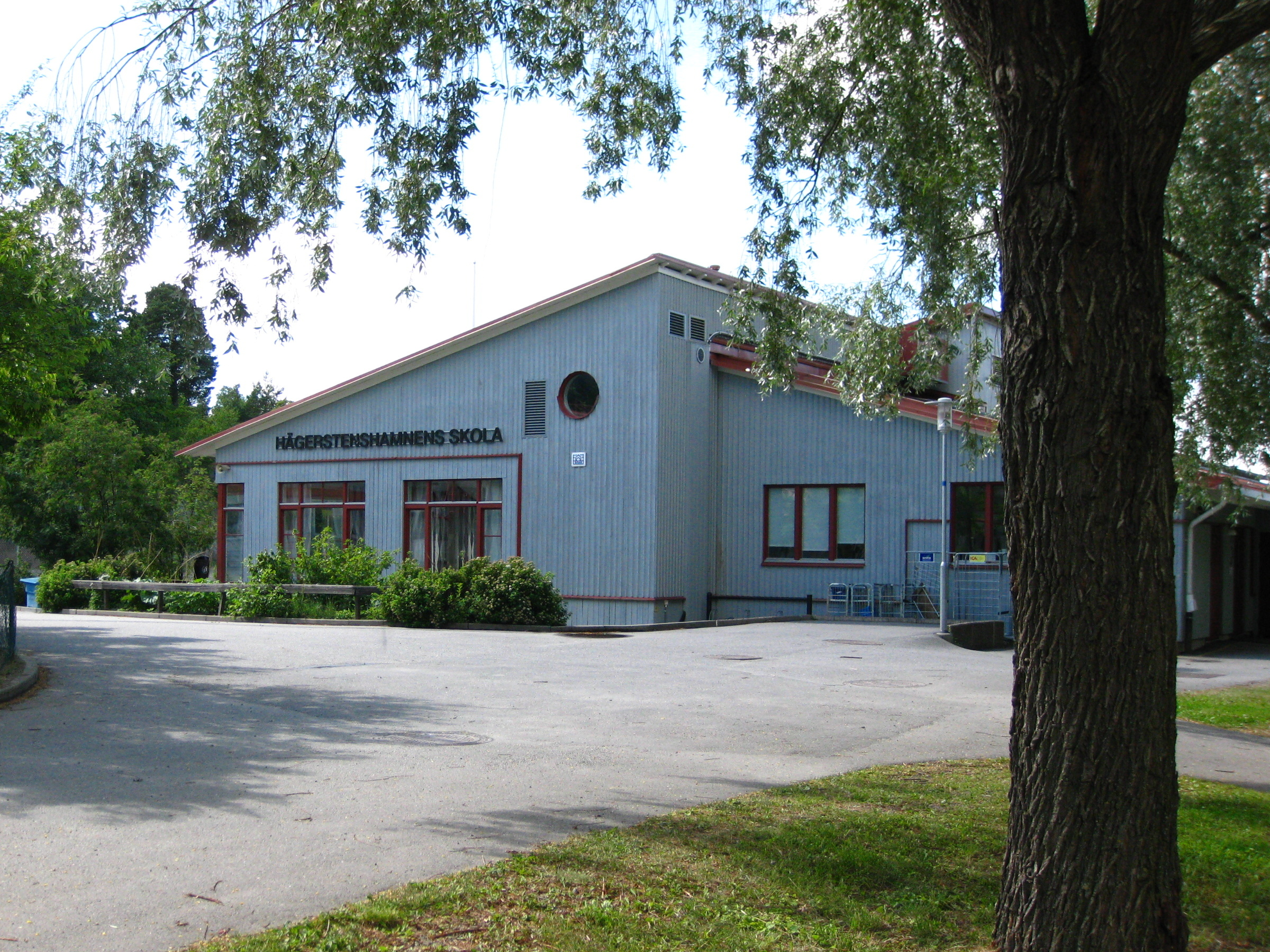
Hägerstenshamnens skola (2010)
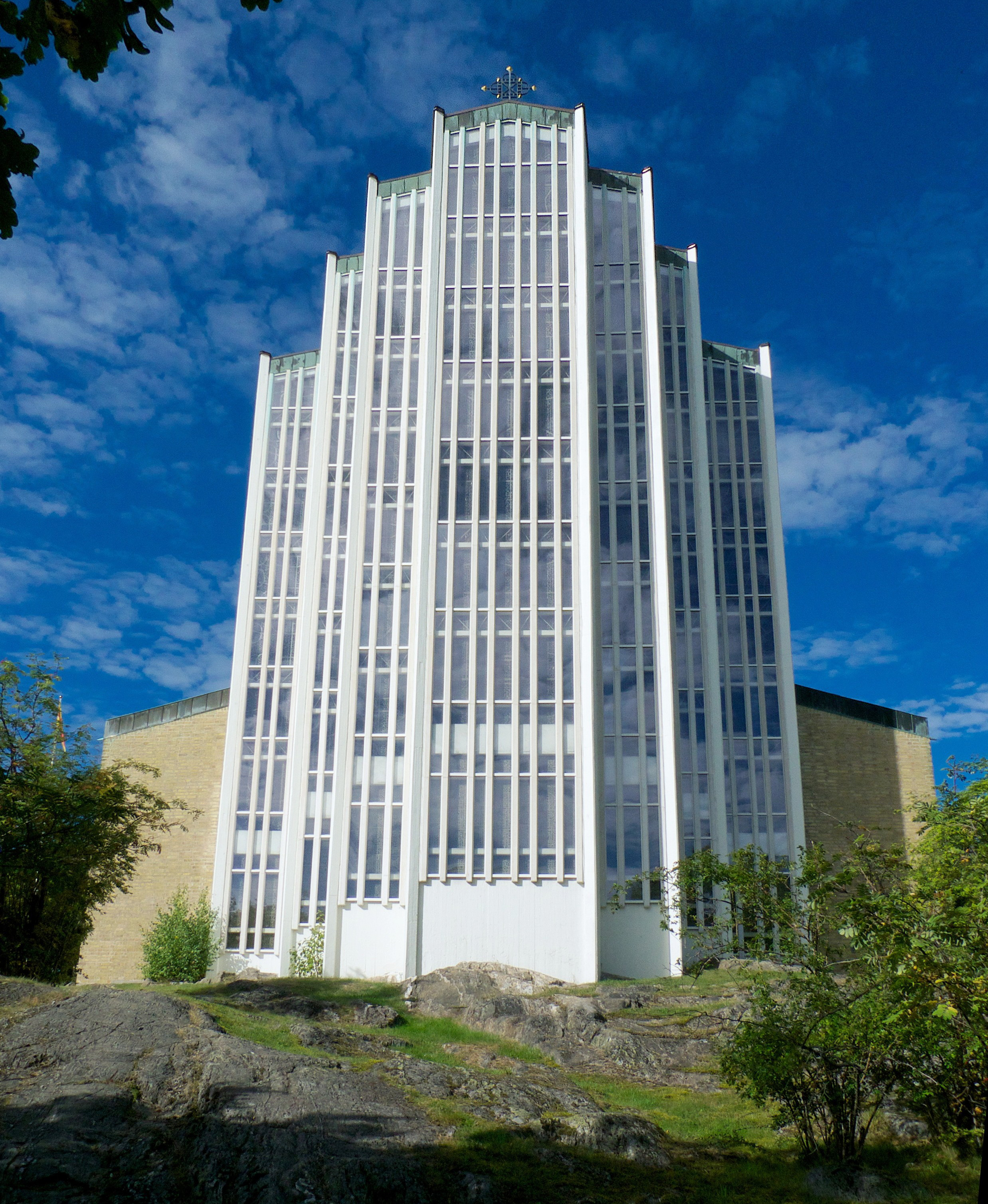
Uppenbarelsekyrkan (2013)
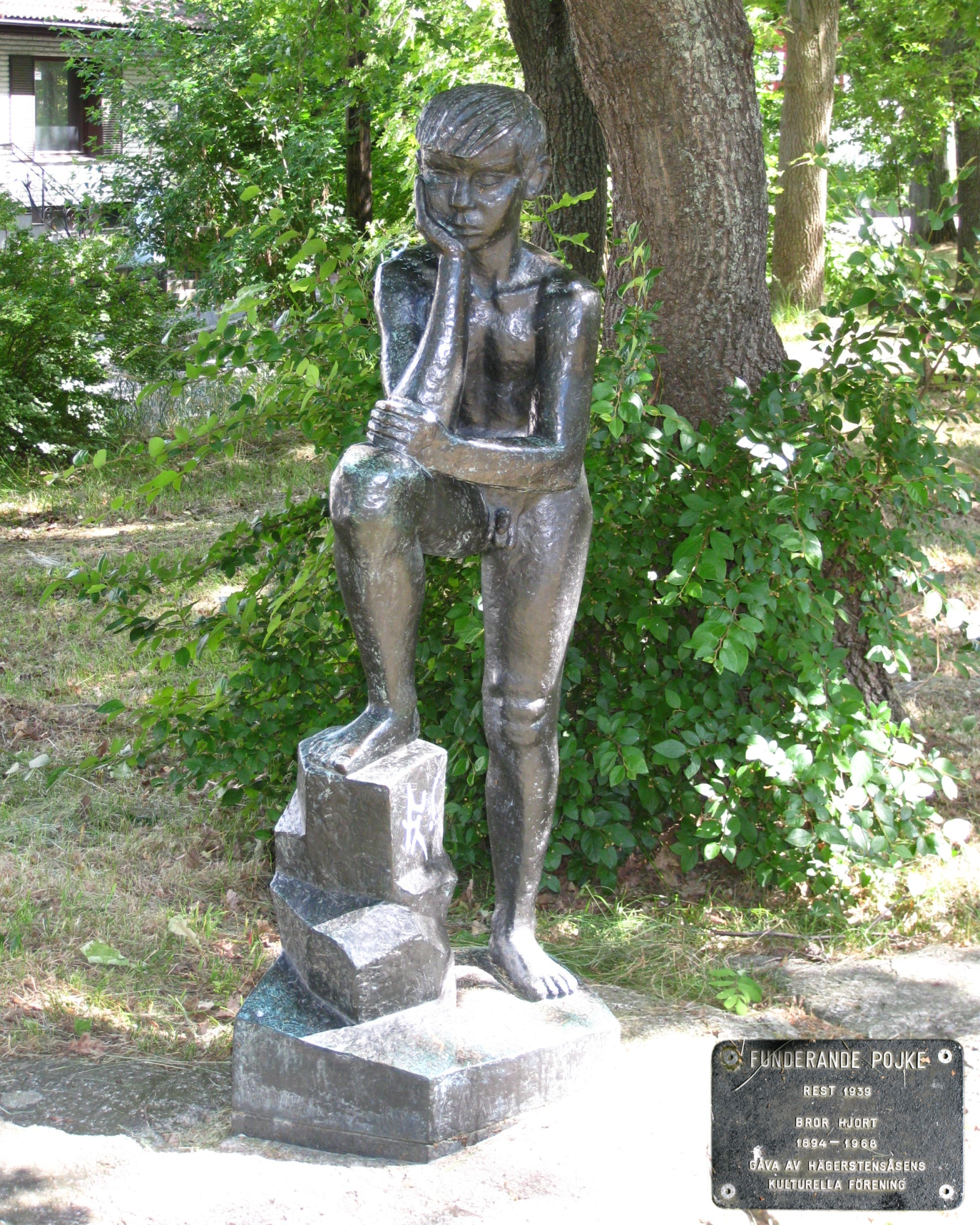
Edward Swartz Plan (2010)
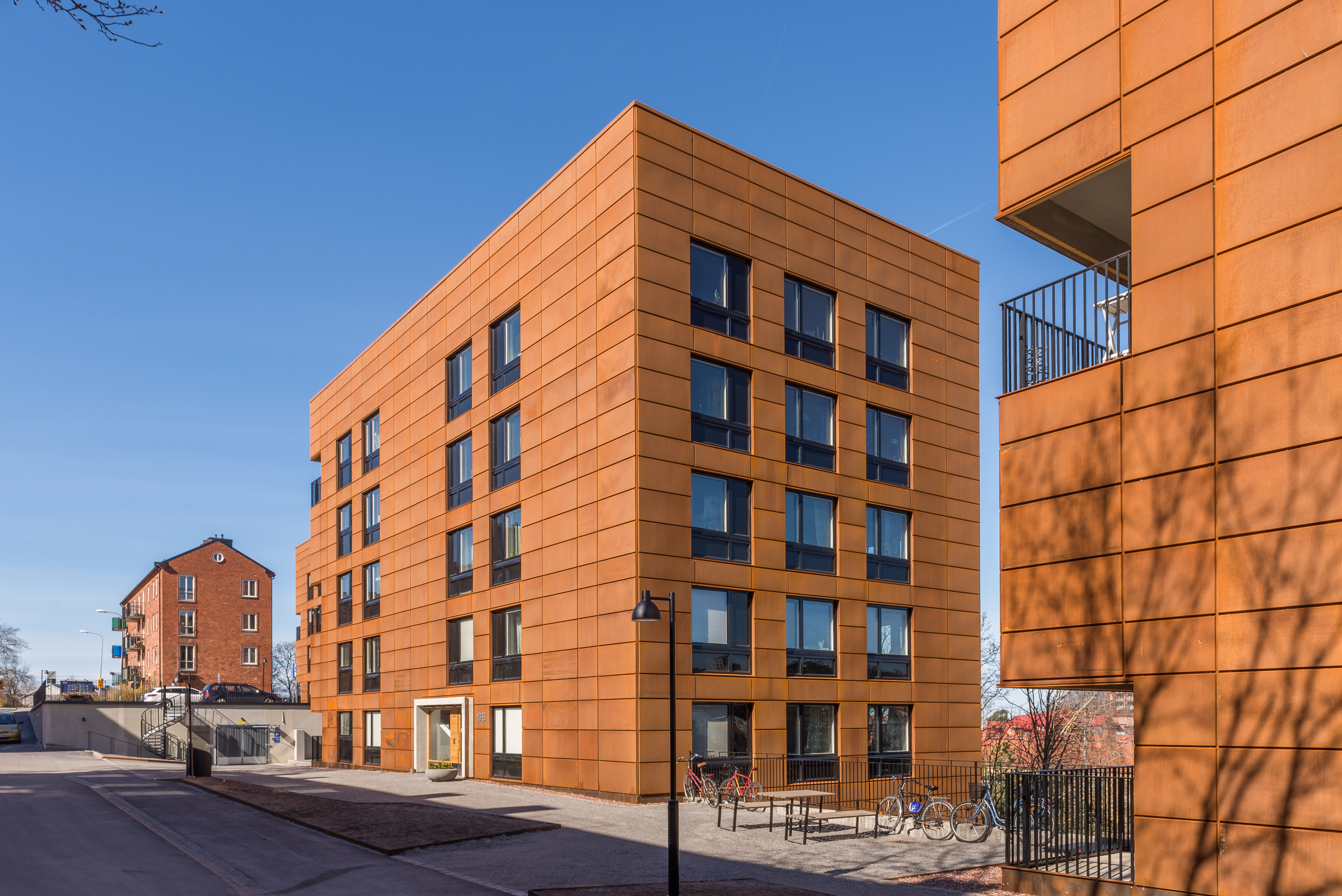
Främlingsvägen (2014)

## Persönlichkeiten
- Lisa Ekdahl (* 1971), Sängerin
- Carola Häggkvist (* 1966), Sängerin
- Stefan Löfven (* 1957), Politiker, Vorsitzender der Sozialdemokratischen Arbeiterpartei Schwedens (SAP) und Ministerpräsident
- Marika Markovits (* 1964), Pfarrerin
- Abir Al-Sahlani (* 1976), Politikerin (Centerpartiet)